# Micha Bloching
Micha Bloching (* 1968 in Stuttgart) ist ein deutscher Rechtswissenschaftler und Professor für Wirtschaftsprivatrecht, internationales Privatrecht, Arbeitsrecht und Insolvenzrecht an der Hochschule für angewandte Wissenschaften Augsburg (HSA).

## Leben
Bloching studierte nach dem Abitur im Jahr 1988 zunächst Rechts- und Wirtschaftswissenschaften an der Universität Heidelberg. 1993 legte er dort die Erste Juristische Prüfung ab. Im Jahre 1997 erfolgte ebenfalls in Heidelberg die Ablegung der Zweiten Juristischen Prüfung. Im selben Jahr wurde er an dr Juristischen Fakultät der Universität Heidelberg bei Reinhard Welter und Erik Jayme mit einer Arbeit zum Thema Pluralität und Partikularinsolvenz – Eine Untersuchung zum deutschen internationalen Insolvenzrecht, 2000 erschienen beim Berliner Verlag Duncker & Humblot, zum Doktor beider Rechte (Dr. iur. utr.) promoviert. Zuvor war er ein Jahr Mitarbeiter eines Rechtsanwaltes beim Bundesgerichtshof in Karlsruhe.
Seit Abschluss seiner Promotion arbeitete er in München als Rechtsanwalt, seit 2001 auch als Steuerberater. Er war  zunächst Partner der Rechtsanwaltskanzlei Dissmann Orth und später Partner der europäischen Wirtschaftskanzlei Nörr Stiefenhofer Lutz. Er ist ferner Vorsitzender des Aufsichtsrates der Münchener Beteiligungsgesellschaft  mutares AG.
Zum 1. Dezember 2004 nahm Bloching einen Ruf auf die Professur für Wirtschaftsprivatrecht, internationales Privatrecht, Arbeitsrecht und Insolvenzrecht an der Hochschule für angewandte Wissenschaften Augsburg an. Im Rahmen seiner Professur ist er auch Vorsitzender der Prüfungskommission des Bachelorstudiengangs Betriebswirtschaftslehre.

## Politik
Bloching ist Mitglied der libertären Kleinpartei Partei der Vernunft. Er kandidierte bei der Bundestagswahl 2013 auf der Liste für den Wahlkreis 218 München-Nord. Bei der Kommunalwahl in München 2014 trat er hinter Oliver Janich auf Platz 2 der Liste bei der Wahl für den Münchner Stadtrat an.

## Mitgliedschaften
Micha Bloching ist Mitglied im Netzwerk Wissenschaftsfreiheit.